# Peter Weichhart
Peter Weichhart (* 21. Februar 1947 in Wien) ist ein österreichischer Geograph und Regionalforscher, der insbesondere durch seine Schriften zur Sozialgeographie bekannt geworden ist. 
Er promovierte 1973 nach einem Studium der Geographie, Germanistik und Philosophie an der Universität Salzburg. Gemeinsam mit Benno Werlen gehört er zu den einflussreichsten deutschsprachigen Sozialgeographen seit 1980. In seinen aktuellen Schriften beschäftigt Weichhart sich mit den Entwicklungslinien in der Sozialgeographie. Weichhart war von 2000 bis 2012 als Professor für Humangeographie am Institut für Geographie und Regionalforschung der Universität Wien aktiv. Seit 2012 ist er als Univ.-Prof. i. R. wissenschaftlich tätig.

## Publikationen (Auswahl)
- Geographie im Umbruch Deuticke, Wien 1975
- Geographische Landesaufnahme: Die naturräumlichen Einheiten auf Blatt 182/183 Burghausen. Bundesanstalt für Landeskunde, Bad Godesberg 1979. → Online-Karte (PDF; 6,1 MB)
- Wohnsitzpräferenzen im Raum Salzburg Inst. für Geographie, Salzburg 1987
- Verbrauchermärkte in Salzburg Inst. für Geographie, Salzburg 1988
- Raumbezogene Identität Steiner, Stuttgart 1990
- 20 Jahre SIR Salzburger Institut für Raumordnung und Wohnen. SIR, Salzburg 1993
- Das System der zentralen Orte in Salzburg und angrenzenden Gebieten Oberösterreichs und Bayerns SIR, Salzburg 1996
- Zentralität und Raumentwicklung Geschäftsstelle der ÖROK, Wien 2005
- Place identity und Images – das Beispiel Eisenhüttenstadt Inst. für Geographie und Regionalforschung, Wien 2006
- Entwicklungslinien der Sozialgeographie Steiner, Stuttgart 2008